# Ward (Afrique du Sud)
Pour les articles homonymes, voir Ward.

Carte des wards d'Afrique du Sud.

En Afrique du Sud, un ward est une subdivision géopolitique des Municipalités, utilisée à des fins électorales. Chaque municipalité métropolitaine et chaque municipalité locale est découpée par le Municipal Demarcation Board (en) en un nombre de divisions égal à la moitié du nombre de sièges présents au conseil municipal, arrondi si le nombre de sièges est impair. Chaque ward élit alors un conseiller directement au scrutin uninominal majoritaire et les conseillers restant sont élus selon un système de scrutin proportionnel plurinominal afin que l'équilibre global des partis soit proportionnel au nombre de votes reçu par chacun.
Après les élections municipales sud-africaines de 2016, il y a 4 392 wards en Afrique du Sud.